# Hémorragie cérébrale
 Mise en garde médicale
Pour les premières réactions opportunes en cas d'attaque cérébrale hémorragique, voir Accident_vasculaire_cérébral#Premiers_secours.
Une hémorragie cérébrale est une hémorragie se produisant dans le cerveau, à la suite d'un traumatisme crânien ou sous forme d'accident vasculaire cérébral (AVC). Elle est souvent associée à un brutal déficit hémicorporel (paralysie du côté droit ou gauche). C'est une affection fréquente, qui est un enjeu de santé publique notamment en raison de sa fréquence et des risques de handicaps et séquelles neurocognitives.
La physiopathologie des hémorragies est mieux comprise qu'autrefois mais la mortalité et les séquelles (le handicap fonctionnel est souvent important) restent élevées en raison de la difficulté de prise en charge en urgence au sein d’une unité neurovasculaire. Une rééducation est presque toujours nécessaire pour limiter le handicap. La prévention est donc un enjeu important.

## Symptômes
Des maux de tête violents accompagnés de vomissements sont les principaux symptômes de l'hémorragie intra-cérébrale. 

Certains patients sombrent dans le coma avant qu'une hémorragie ne soit découverte.

## Incidence, occurrence
L’incidence augmente avec l’âge. Elle s'est stabilisée en France depuis les années 1980 environ, mais le profil des hémorragies change : les médecins voient moins d’hémorragies profondes chez les jeunes mais plus d'hémorragies lobaires chez les personnes âgées. 
Au début du XXIe siècle, les hémorragies intracérébrales représentent 10 à 15 % environ du total des accidents vasculaires cérébraux survenant dans les pays industrialisés. 
En France chaque année environ 150 000 nouveaux cas d'accidents vasculaires cérébraux (AVC) sont rapportés dont 20 % liés à une hémorragie cérébrale intraparenchymateuse (HIC).

## Classification

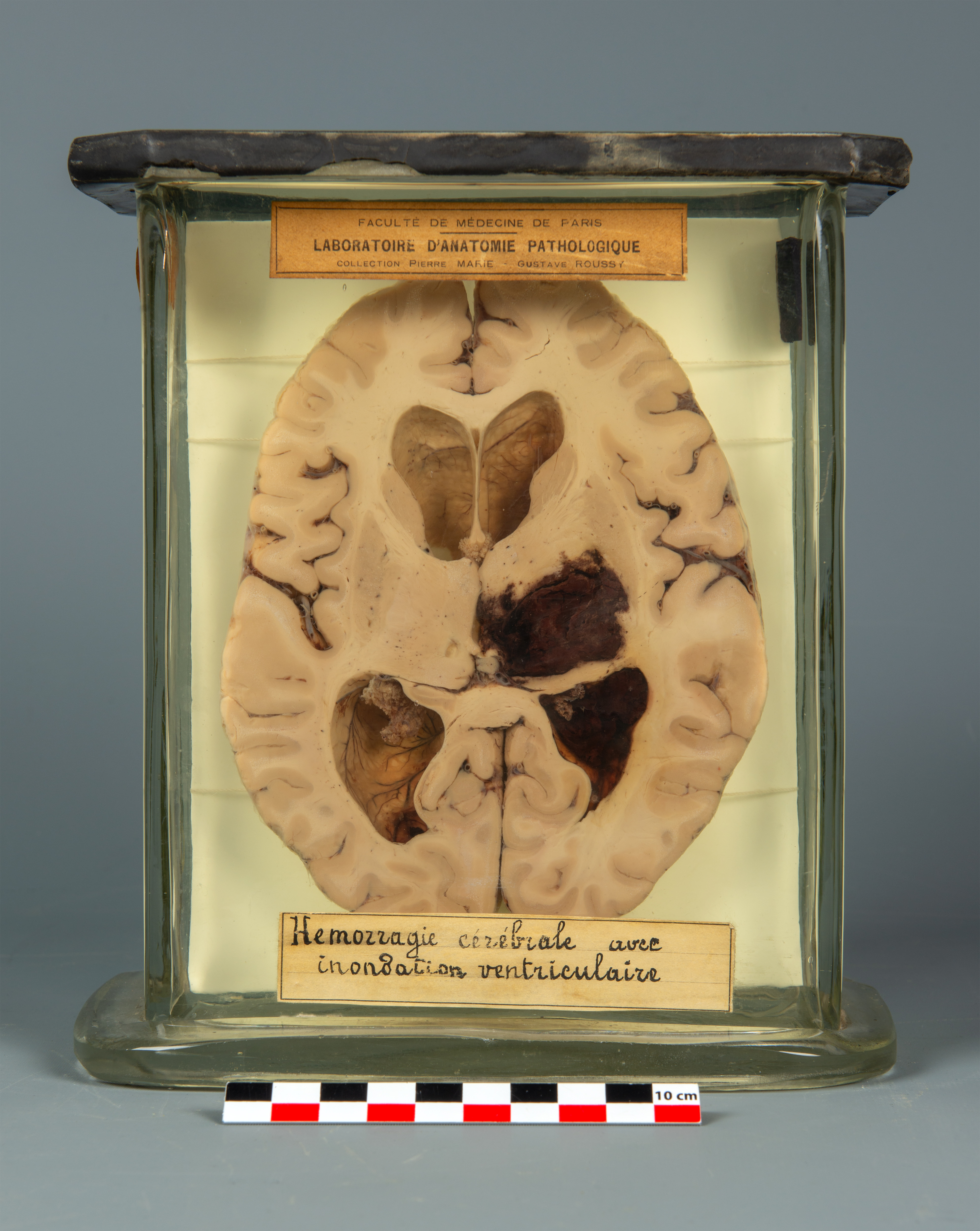
Hémorragie cérébrale avec inondation ventriculaire. Pièce conservée au musée Dupuytren.

Il existe deux types principaux d'AVC hémorragique :
- l’hémorragie intracérébrale (environ 15 % des AVC),
- l’hémorragie méningée (hémorragie sous-arachnoïdienne) (environ 5 % des AVC).

## Causes
Ce type d'hémorragie peut survenir spontanément, ou à la suite d'un traumatisme.
On admet qu'une mauvaise hygiène de vie est un facteur aggravant (sédentarité, obésité, consommation d'alcool de tabac et/ou de cannabis...), mais une malformation artério-veineuse est parfois en cause.
Les vasculopathies en cause dans l'hémorragie cérébrale concernent le plus souvent des artères perforantes profondes et l'angiopathie amyloïde cérébrale Aβ sporadique.

## Soins
Les premières mesures visent à éviter l’hypoxémie et l’hypotension.
Comme en cas d'infarctus cérébral, un bilan étiologique (recherche des causes) doit rapidement identifier la cause de l'hémorragie, d'abord pour traiter au mieux certaines éventuelles causes rares (malformation) et pour adapter la prévention du risque de récidive hémorragique.
Si l'AVC survient avant une opération chirurgicale, celle ci doit être déprogrammée et différée (de 6 à 9 mois si possible).